# 朝顔狗子図杉戸
「朝顔狗子図杉戸」（あさがおくしずすぎと）は、円山応挙の絵画である。もともとは天台宗の寺院である明眼院の書院の戸として1784年に制作されたが、現在は東京国立博物館が所蔵している。2枚の杉の板に描かれており、丸々とした5匹の子犬が青い朝顔の花が咲く中で戯れる様子を描いている。円山応挙は生前、多数の子犬を描いているが、本作はとくによく知られており、人気が高い作品である。

## 内容
杉の戸に描かれた書院障壁画である。縦が168.3cm、横が81.4cmの板2枚に着色したものである。
朝顔の花が咲いている野に遊ぶ5匹の子犬が描かれている。右側の戸に子犬が3匹、左側の戸には2匹描かれている。子犬はいずれも丸々とした体型でデフォルメされている。一番右に描かれている白い子犬は茶色の子犬の背によりかかっており、その左側には首をかしげている別の白い子犬がいる。この白い子犬は茶色い子犬と目を合わせている。左の戸に描かれた茶色の子犬は朝顔のツルの部分をくわえて遊んでおり、一番左側の白い子犬は後足で首をかいている。この子犬の足の裏は茶色く土で汚れており、外で遊んだ後であることがわかる。朝顔の花には群青、葉には緑青、犬には泥絵具が使われている。板の地が透けて見えないよう、子犬の部分には絵の具がしっかりと塗られている。

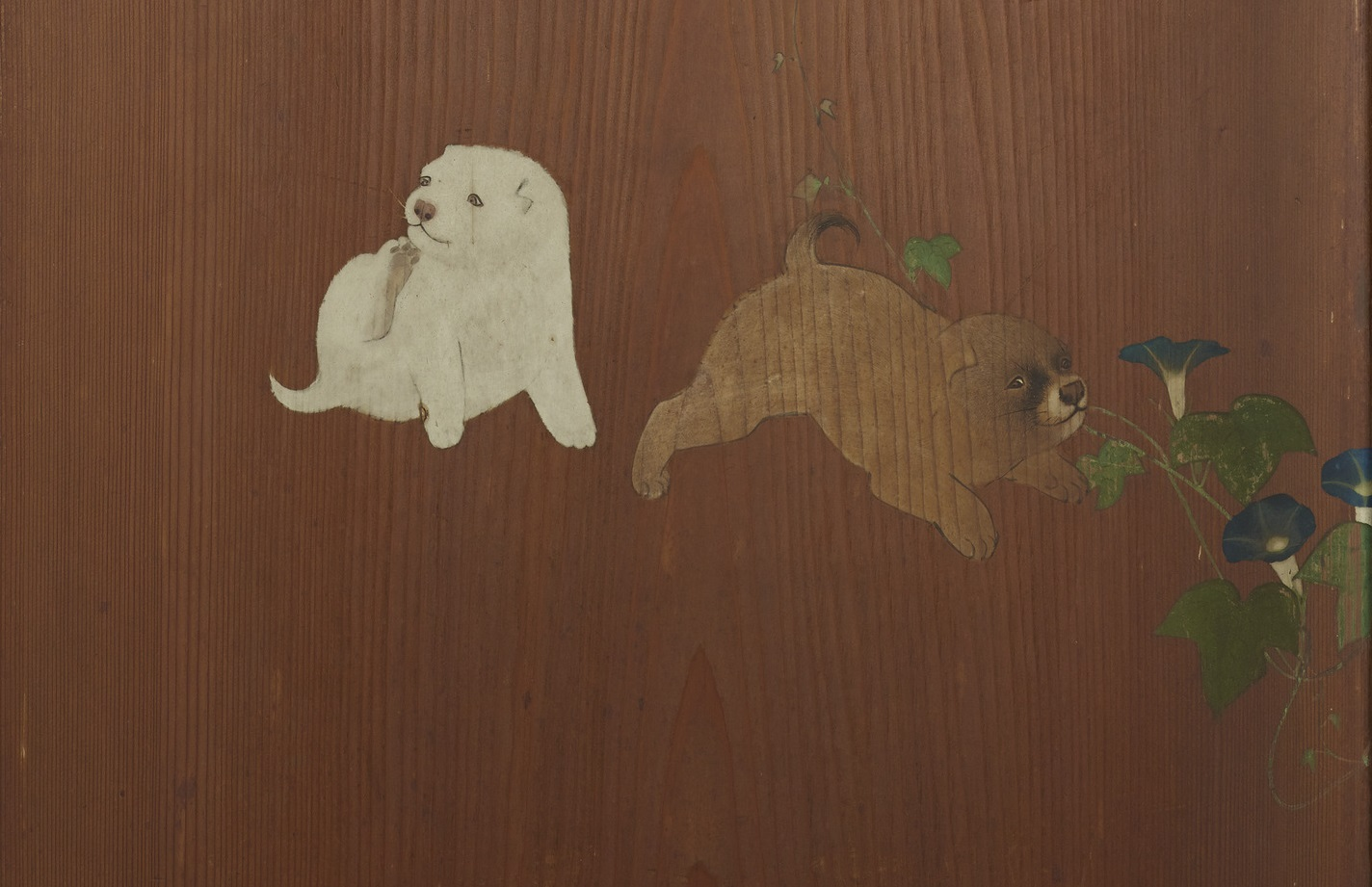
「朝顔狗子図杉戸」部分。左側の白い子犬の足の裏が土で汚れているのが見える。

## 制作背景
1780年代に応挙はさまざまな神社や寺院から障壁画制作の依頼を受けている。「朝顔狗子図杉戸」は1784年、尾張国（21世紀の住所では愛知県海部郡大治町馬島）にある天台宗の寺院である明眼院の書院の廊下の引き戸として制作された。明眼院はその名のとおり眼病の治療を実施しており、応挙もこの寺の世話になったことがあるのでお礼として襖絵などを描いたと言われている。応挙が明眼院のために描いた障壁画類は全て眼病治療のお礼だという説がある一方、「朝顔狗子図杉戸」などは眼病治療のお礼とは別のものとして描かれたのではないかという指摘もある。円山応挙52歳の時の作品である。同じ頃、応挙は明眼院のために「老梅図」、「芦雁図」、「老松図」なども描いたと考えられている。

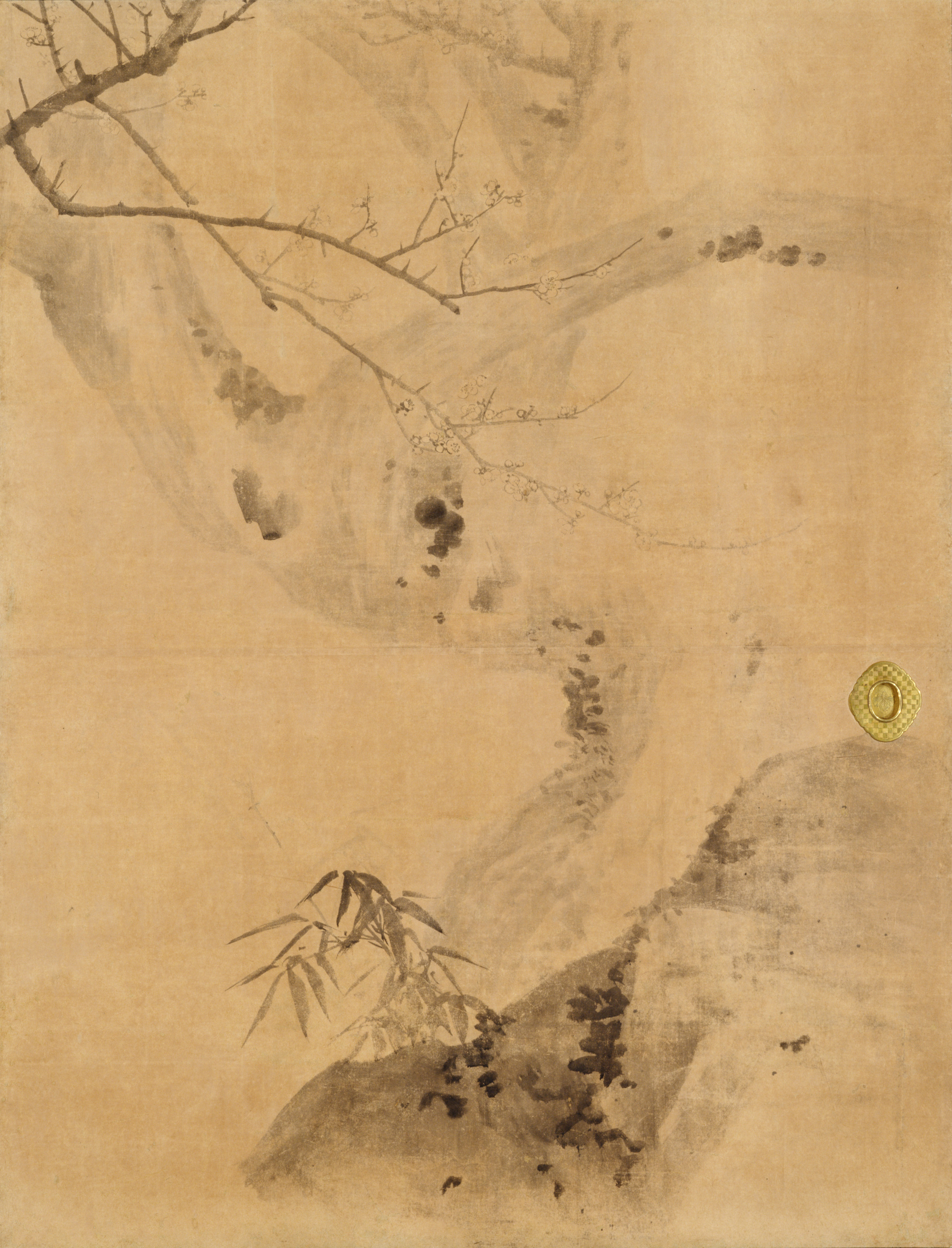
同じ頃に明眼院のために描かれたと考えられる「老梅図襖」の一部

子犬は庶民的な画題としてよく取り上げられており、中世絵巻から俵屋宗達まで日本絵画にもさまざまな先例がある。円山応挙は「動物の子どもが遊ぶのを描くのが得意」であり、とくに子犬の絵が巧みで、「平民画家、応挙ほどにやさしく愛情をこめて「仔犬図」を描き、世間の人気を博した画家はなかった」と言われるほどである。応挙は戌年以外の時期にも頻繁に子犬の絵を描いているため、「単純に子犬が好きだった」と考えられている。応挙の子犬の絵は人気があったため掛軸が多数残っているが、板戸が残っているのは珍しい。

## 所蔵
明眼院の書院じたいは1842年に作られている。「朝顔狗子図杉戸」はこの書院に付属する作品である。この書院は他にも応挙の襖絵などを含んでおり、明治期に三井財閥の総帥であった益田孝が購入して品川の自宅に移築した。1933年に東京国立博物館に寄贈され、応挙館として博物館の北側にある庭園の茶室として使われている。ただし実際に応挙が描いた障壁画類は応挙館には展示されておらず、博物館内にある。2023年夏にはこの建物はカフェとして使用された。

## 受容

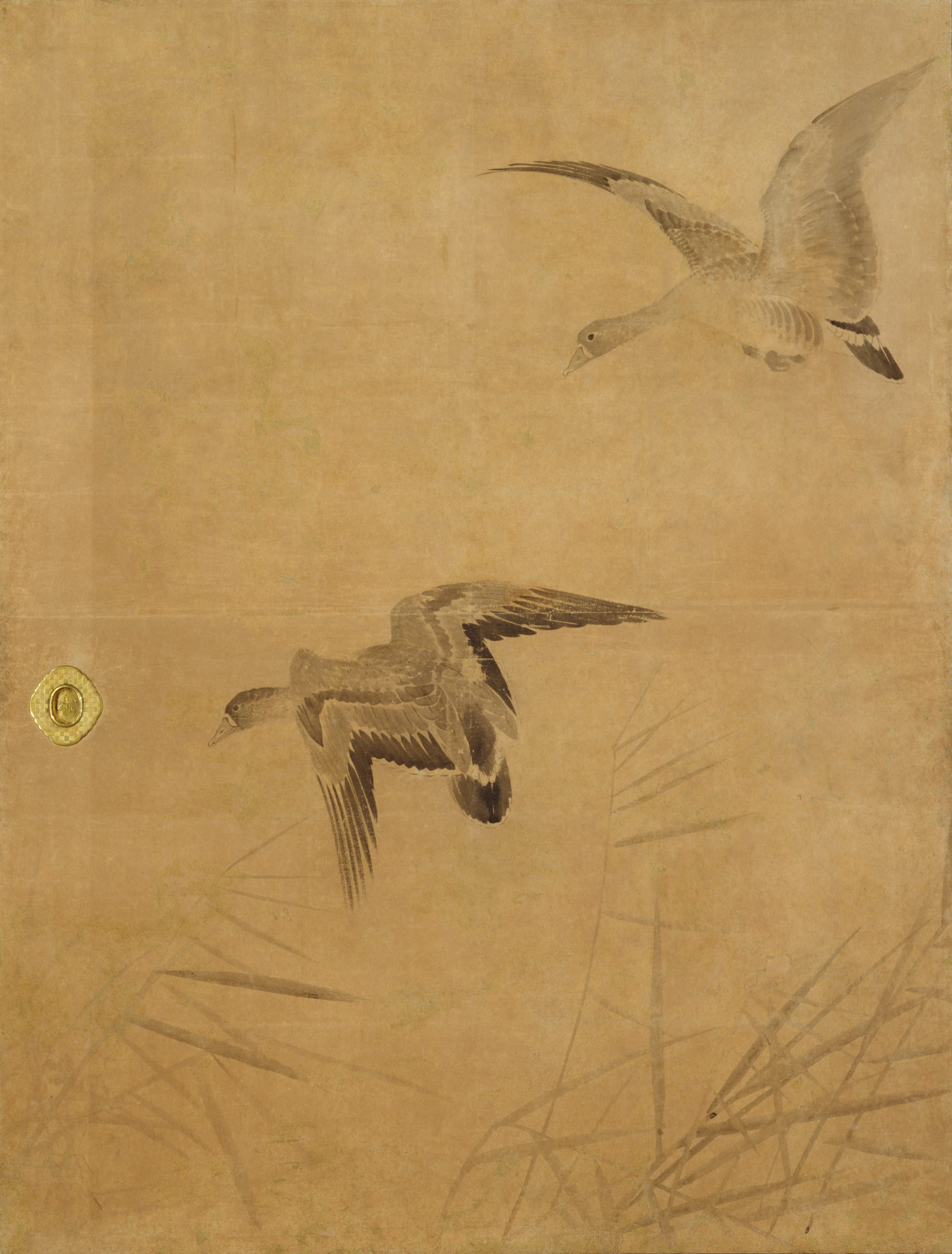
同じ頃に明眼院のために描かれたと考えられる「芦雁図襖」の一部

子犬の可愛らしさが「やさしく愛情を込めて絵画化された」作品である。円山応挙の絵の中でも「きわめて生新の感じをもった極彩色の写生風」の作品であり、「秀抜のでき映え」と評されている。「上の方に何も描かず広く残し、思い切って下3分の1に寄せて描いた意表をつく構図（中略）、木目の美しい無地の杉板画面」が高く評価されている。
アニメーターの高畑勲はこの絵について琳派の影響を指摘しつつ、「現実感のある応挙の絵が日本の仔犬の愛くるしさの定型となった」と評している。
円山応挙が子犬を描いた絵は多数あるが、長年にわたって書籍や展示などでとりあげられていたのは「朝顔狗子図杉戸」だけであった。このため、応挙の子犬画が注目されるようになるまでは「応挙の子犬はこの一点だけだと思っていた」者もいたという。応挙の子犬の描き方は弟子である長沢芦雪や浮世絵などにも受け継がれた。
明治期の女学校で使用されていた日本画の教科書である『玉泉習画帖』に収録されている犬の絵にはこの絵の影響が強く見受けられる。

### 商品展開
本作は日本絵画の名作であるとして切手にも使用された。2005年末に干支文字切手のシート地として使用された。翌年の2006年には戌年にちなんで切手趣味週間に「朝顔」と「狗子」の2種連続図案の切手が発行された。
東京国立博物館の所蔵作品であり、この子犬をモチーフにした手ぬぐい、クリアファイル、マウスパッドなどのグッズがミュージアムショップで販売され、人気商品となっている。